# Saint-Genis-les-Ollières
Saint-Genis-les-Ollières là một xã thuộc tỉnh Rhône trong vùng Rhône-Alpes phía đông nước Pháp. Xã này nằm ở khu vực có độ cao trung bình 208 mét trên mực nước biển.